# Automatisk forstærkningsstyring
 For alternative betydninger, se AGC.
Automatisk forstærkningskontrol eller automatisk forstærkningsstyring (AGC; forkortelse fra engelsk automatic gain control) er et adaptivt system, der findes i mange elektroniske enheder. En midling af signalniveauet sendes tilbage for at justere/styre forstærkningen (eng. gain) til et tilpas for en stort interval af input signalniveauer. For eksempel, vil lydniveauet, uden AGC, udsendt fra en AM radiomodtager variere ekstremt fra et svagt til et stærkt radiosignal; AGC reducerer effektivt signalstyrken hvis det ønskede radiosignal er stærkt – og øger det hvis det ønskede radiosignal er svagt.

## Eksempler på brug af AGC

### AM-radio
I 1925 opfandt Harold Alden Wheeler automatic volume control (AVC) og udtog patent på det. Karl Küpfmüller udgav en analyse af AGC-systemer i 1928.
 
I de tidlige 1930'erne indeholdt alle radiomodtagere AVC.

AGC bryder med en AM-radios langtidslinearitet – over kortere tid – f.eks. 1/2 sekund har radiomodtageren stadig en linear overføringsfunktion fra antennesignal til LF-detektor.